# U-Bahn Ankara

Logo des Ankaray-Schienensystems

Logo der Metro Ankara

Die Metro Ankara (türk. Ankara Metrosu, kurz Metro) ist das Untergrundbahnsystem der türkischen Hauptstadt und seit 1996 in Betrieb. Das seit einigen Jahren in Aufbau befindliche Netz besteht zurzeit aus den fünf Linien M1, M2, M3, M4 und der Ankaray-Schnellbahn.
Von 1997 bis Februar 2014 bestand das System aus den zwei Linien M1 und Ankaray, die sich am Kızılay-Platz treffen. Die am 14. Februar eröffnete Linie M3 ist eine in den Westen der Stadt reichende Verlängerung der M1. Im März 2014 wurde dann die Linie M2 in Betrieb genommen, die den Kızılay-Platz mit dem südwestlich gelegenen Vorort Çayyolu verbindet. Schließlich wurde im Frühjahr 2017 die Linie M4 eröffnet, welche das westliche Zentrum der Stadt mit dem nördlichen Vorort Keçiören verbindet.

## Entwicklung Ankaras zur 'U-Bahn-Stadt'

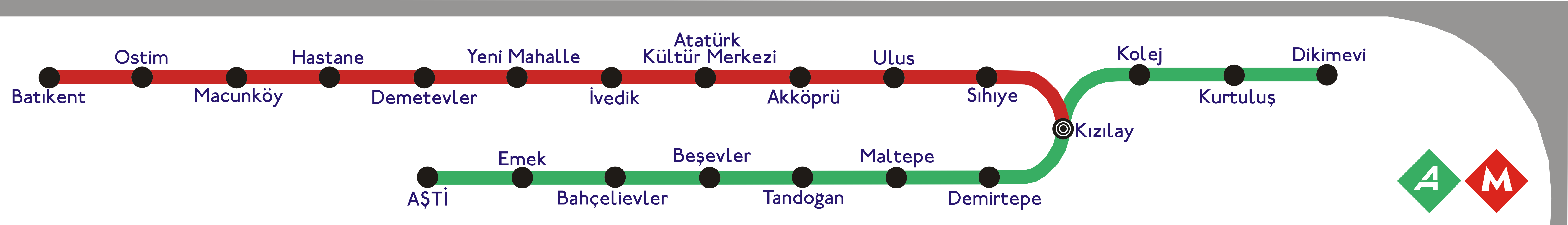
Linienplan der U-Bahn Ankara von 1997 bis 2013

Als in den 1990er Jahren an den Aufbau eines U-Bahn-Systems gedacht wurde, zählte die türkische Hauptstadt noch 2,5 Millionen Bürger. Bis dahin existierte nur eine von der Staatsbahn TCDD betriebene S-Bahn-Linie (s. Banliyö Trenleri, heute als Linie B bezeichnet), die die Stadt in West-Ost-Richtung querte und die an der Strecke liegenden Vororte mit dem Hauptbahnhof verband. Der innerstädtische öffentliche Verkehr wurde auf den Magistralen ausschließlich mit städtischen Bussen, die Feinverteilung innerhalb der Stadtviertel mit sog. Dolmuş – also den in der Türkei typischen Minibussen – abgewickelt. Zudem stieg der Autoverkehr sprunghaft an, was die damals schlechte Luftqualität und das Verkehrschaos zusehends verschärfte.
1990 beschloss die Stadtverwaltung den Bau einer ersten U-Bahn-Strecke. Die Linie mit dem Namen Ankaray (Akronym aus Ankara und 'ray', dem türkischen Wort für Schiene) wurde 1996 eröffnet. Dem war eine Bauzeit von vier Jahren vorausgegangen.
Seither hat sich die Einwohnerzahl der türkischen Hauptstadt fast verdoppelt.
Ebenfalls nach vier Jahren Bauzeit nahm 1997 die zweite U-Bahn-Strecke unter dem Namen Ankara Metrosu ihren Dienst auf. Im Zuge der derzeitigen baulichen Erweiterung des Netzes der Ankara Metrosu wird die Linie nun mit M1 bezeichnet.

### Metro und Ankaray
| Linie A (Ankaray)                  | Linie A (Ankaray)                                    |
| ---------------------------------- | ---------------------------------------------------- |
| Eröffnung                          | 30. August 1996                                      |
| Anzahl der Stationen               | 11, davon im Tunnel 10                               |
| Länge der Stationen                | 90 m                                                 |
| durchschnittlicher Stationsabstand | 790 m                                                |
| Gesamtlänge der Linie              | 8,5 km                                               |
| Reisezeit (Gesamtlinie)            | 13 Minuten                                           |
| Durchschnittsgeschwindigkeit       | 30,38 km/h                                           |
| Höchstgeschwindigkeit              | 80 km/h                                              |
| Stromversorgung                    | seitliche Stromschiene                               |
| Linienfarbe                        | Grün                                                 |
| Zugang                             | Treppen, Rampen, Rolltreppe, Aufzüge; Ticketbarriere |

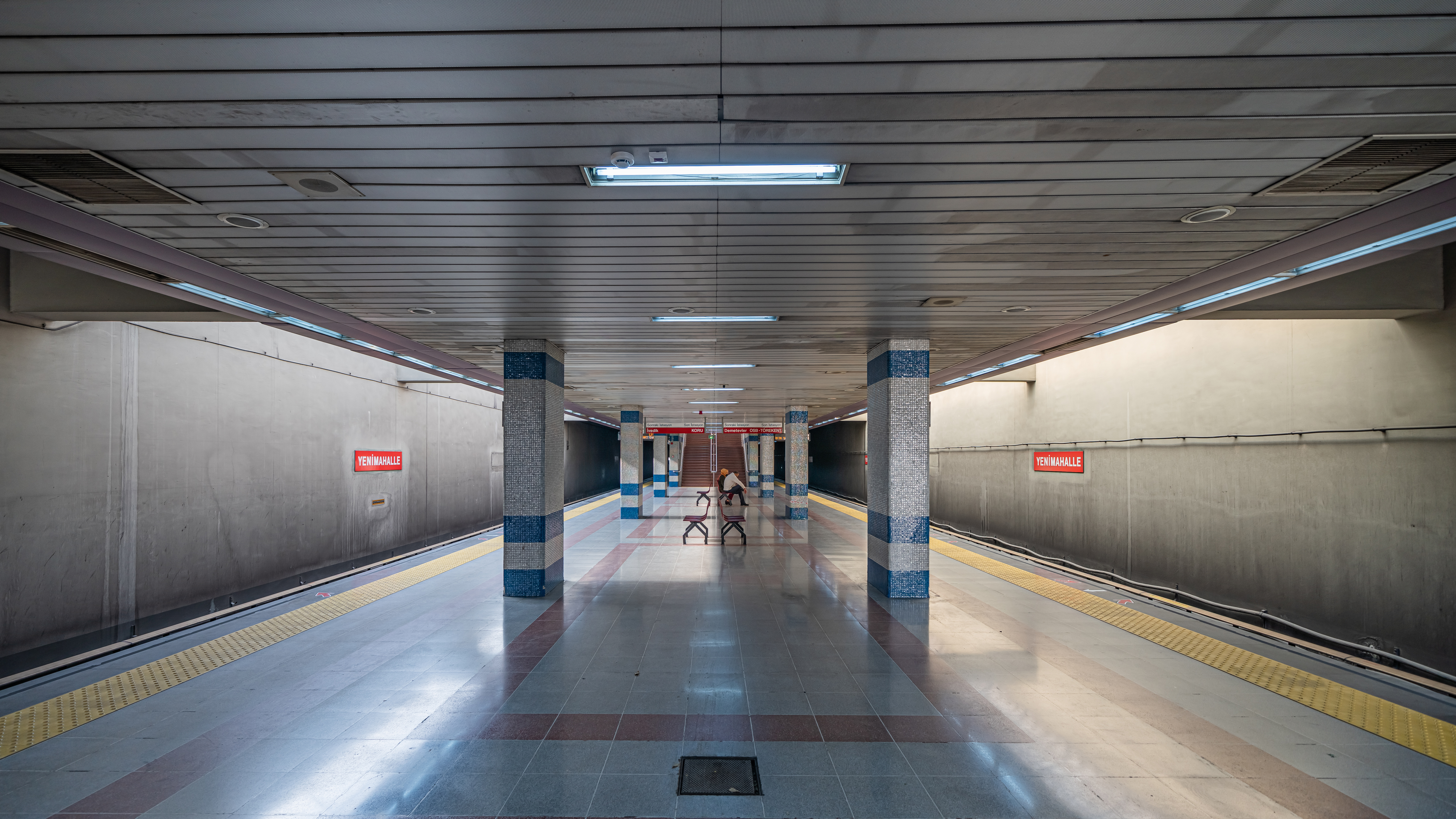
U-Bahnhof Yenimahalle

Beide Mitte der 1990er eröffneten Strecken sind vollständige U-Bahnen. Die Ankaray-Linie ist keine Stadtbahn, da sie, ebenso wie die M1, kreuzungsfrei und völlig unabhängig vom anderen Schienenverkehr, vom Straßenverkehr getrennt und fast ausschließlich im Tunnel verläuft. Damit sind beide Linien in vollwertigen U-Bahn-Standard ausgebaut. Die beiden Linien sind dennoch zwei technisch inkompatible Systeme, d. h., dass ein Austausch der eingesetzten Fahrzeuge zwischen den Linien nicht möglich ist. Ähnliche U-Bahn-Netze aus zwei unterschiedlichen Systemen hinsichtlich Stromversorgung und Lichtraumprofil bestehen auch in London und Berlin.

### Neubau von Linien auf 'Metro-Standard'
Da die weiteren zwei in Ankara in Bau befindlichen U-Bahn-Strecken nach dem Standard der Metro gebaut werden, wurde die Metro in M1 umbenannt. Die weiteren Linien werden analog dazu M2 und M4 genannt. Die Ankaray-Linie behält dagegen ihren Namen.
Damit bestehen nach der sich abzeichnenden großen Erweiterung des innerstädtischen Schienennetzes in Ankara weiterhin drei unterschiedliche Netze. Die Linien der Metro, Ankaray und die S-Bahn.

## Ankaray
Die Ankaray-Linie verbindet den für den Inlands-Fernbusverkehr zentralen Fernbusbahnhof AŞTİ (Ankara Şehirlerarası Terminal İşletmesi) mit dem östlich des Zentrums gelegenen Stadtviertel Dikimevi. Im östlichen Drittel passiert die elf Stationen zählende Strecke den zentralen Platz Kızılay. Dort besteht eine Übergangsmöglichkeit zur Metrolinie M1.
Die Ankaray-Linie verläuft vollkommen getrennt von übrigem Schienen- und Straßenverkehr. Die Station Emek ist oberirdisch gelegen, allerdings von einer Bahnhofshalle überbaut. Sonst ist der gesamte Streckenverlauf unterirdisch. Die Stromversorgung erfolgt über eine seitlich am Gleis befestigte Stromschiene. Stündlich können pro Richtung 25.000 Fahrgäste befördert werden.

## Linie M1
| Linie M1 (Metro 1)                 | Linie M1 (Metro 1)                            |
| ---------------------------------- | --------------------------------------------- |
| Eröffnung                          | 28. Dezember 1997                             |
| Anzahl der Stationen               | 12, davon im Tunnel 10                        |
| Länge der Stationen                | 140 m                                         |
| durchschnittlicher Stationsabstand | 1.200 m                                       |
| Gesamtlänge der Linie              | 14,6 km                                       |
| Reisezeit (Gesamtlinie)            | 22 Minuten                                    |
| Durchschnittsgeschwindigkeit       | 38 km/h                                       |
| Höchstgeschwindigkeit              | 80 km/h                                       |
| Stromversorgung                    | seitliche Stromschiene                        |
| Linienfarbe                        | Rot                                           |
| Zugang                             | Treppen, Rolltreppen, Aufzüge, Ticketbarriere |

Zwischen dem zentralen Kızılay-Platz und dem nordwestlichen Stadtteil Batikent verkehrt die U-Bahn-Linie M1. Auf die 14,6 km lange Strecke verteilen sich 12 Stationen. Auf 6,5 km verläuft die Strecke im Tunnel und auf 3,2 km als Hochbahn auf einem Viadukt. Die restlichen 4,9 km verlaufen im Einschnitt. Auch der oberirdische Teil der Strecke verläuft unabhängig vom Straßenverkehr.
Zu den Hauptverkehrszeiten verkehren Züge aus sechs Wagen (zwei Einheiten). Zu Zeiten mit weniger Verkehr fahren einzelne Drei-Wagen-Einheiten.
Die 36 auf der M1 eingesetzten Zugeinheiten sind in der Lage, pro Fahrtrichtung stündlich je Richtung 70.000 Passagiere zu befördern. Die Züge auf der Linie M1 verkehren fahrerlos.

## Linie M2
| Linie M2 (Metro 2)                 | Linie M2 (Metro 2)                            |
| ---------------------------------- | --------------------------------------------- |
| Eröffnung                          | 13. März 2014                                 |
| Anzahl der Stationen               | 12, alle unterirdisch                         |
| Länge der Stationen                | 140 m                                         |
| durchschnittlicher Stationsabstand | 1.500 m                                       |
| Gesamtlänge der Linie              | 16,5 km                                       |
| Reisezeit (Gesamtlinie)            | -                                             |
| Durchschnittsgeschwindigkeit       | -                                             |
| Höchstgeschwindigkeit              | 80 km/h                                       |
| Stromversorgung                    | seitliche Stromschiene                        |
| Linienfarbe                        | Gelb                                          |
| Zugang                             | Treppen, Rolltreppen, Aufzüge, Ticketbarriere |

Die neue M2 (im Volksmund nach ihrem westlichen Zielbahnhof Çayyolu Metrosu genannt) verläuft vom Stadtzentrum unter den großen Boulevards, dem İsmet İnönü Bulvarı und dem Dumlupınar Bulvarı, zunächst westlich, dann in südwestlicher Richtung in den Stadtbezirk Çayyolu. Die Strecke ist 16,5 km lang und hat elf Stationen. Der durchschnittliche Stationsabstand beträgt 1,5 km. Umsteigemöglichkeiten bestehen zur M1 in Kızılay, wo die M2 ihr östliches Ende hat sowie in Söğütözü zur Ankaray-Linie.

## Linie M3
| Linie M3 (Metro 3)                 | Linie M3 (Metro 3)                            |
| ---------------------------------- | --------------------------------------------- |
| Eröffnung                          | 12. Februar 2014                              |
| Anzahl der Stationen               | 12, davon unterirdisch 5                      |
| Länge der Stationen                | 140 m                                         |
| durchschnittlicher Stationsabstand | 1.500 m                                       |
| Gesamtlänge der Linie              | 15,3 km                                       |
| Reisezeit (Gesamtlinie)            | -                                             |
| Durchschnittsgeschwindigkeit       | -                                             |
| Höchstgeschwindigkeit              | 80 km/h                                       |
| Stromversorgung                    | seitliche Stromschiene                        |
| Linienfarbe                        | Hellblau                                      |
| Zugang                             | Treppen, Rolltreppen, Aufzüge, Ticketbarriere |

Die Linie M3 (im Volksmund nach ihrem nördlichen Zielbahnhof als Sincan Metrosu bezeichnet) erstreckt sich von der M1-Station Batikent in nordwestlicher Richtung Sincan. Sie verläuft größtenteils nördlich der Straße Ayaş Yolu (Ayaş-Ankara-Bulvarı). Die Linie wird 12 Stationen anfahren und hat eine Länge von 15,3 km; davon sind 2,6 km unterirdisch und 5,39 km auf einem Viadukt als Hochbahn ausgeführt. Der Rest der Strecke ist auf einem von sämtlichem anderen Straßen- und Schienenverkehr getrennten ebenerdigen Gleiskörper. Der durchschnittliche Stationsabstand beträgt 1,5 km.
Die Linie M3 dient der Anbindung der nordwestlich der Stadt dies- und jenseits des Autobahnrings Ankara O-20 liegenden Stadtviertel an die M1. Eröffnet wurde die Linie M3 am 12. Februar 2014. Das Bauprojekt wurde vom spanischen Unternehmen Comsa Emte in Kooperation mit dem türkischen Partner Açilim Insaat verwirklicht; beide Firmen bauen derzeit an einer weiteren U-Bahn-Strecke für die Linie M2, die laut offizieller Planung später in diesem Jahr fertiggestellt werden soll. Der chinesische Eisenbahnbauer CSR Zhuzhou lieferte die 342 aus rostfreiem Stahl gefertigten Metrowagen.

## Linie M4
| Linie M4 (Metro 4)                 | Linie M4 (Metro 4)                            |
| ---------------------------------- | --------------------------------------------- |
| Eröffnung                          | 5. Januar 2017                                |
| Anzahl der Stationen               | 9 (11 geplant), alle unterirdisch             |
| Länge der Stationen                | 140 m                                         |
| durchschnittlicher Stationsabstand | 1.070 m                                       |
| Gesamtlänge der Linie              | 10,5 km                                       |
| Reisezeit (Gesamtlinie)            | 17 min                                        |
| Durchschnittsgeschwindigkeit       | -                                             |
| Höchstgeschwindigkeit              | 80 km/h                                       |
| Stromversorgung                    | seitliche Stromschiene                        |
| Linienfarbe                        | Lila                                          |
| Zugang                             | Treppen, Rolltreppen, Aufzüge, Ticketbarriere |

Die Linie M4, welche auch als Keçiören Metrosu bezeichnet wird, ist 10,5 km lang und führt vom Atatürk-Kultur-Zentrum nach Şehitler im Stadtteil Keçiören. Die Linie wurde am 5. Januar 2017 eröffnet. Die Linie soll später nach Kızılay verlängert werden. Sie wird dann elf Stationen und einen durchschnittlichen Stationsabstand von 1,07 km haben. Vom Atatürk-Kultur-Zentrum verläuft sie westlich der Boulevards Kazım Karabekir Caddesi und Fatih Caddesi in nördlicher Richtung nach Dutluk. Von hier aus macht sie einen Bogen nach Westen zu ihrem Endbahnhof Şehitler. Die aktuelle Fahrzeit beträgt 17 Minuten, die Linie ist auf einen Takt von 90 Sekunden ausgelegt.

## Fahrzeuge und Spurweite
Die Spurweite beträgt auf beiden U-Bahn-Linien 1435 mm (Normalspur).
Auf der M1 verkehren Fahrzeuge des kanadischen Waggontyps Hawker H6. Die Züge in Ankara sind eine Modifikation der fast baugleichen H6-Züge, die bei der U-Bahn Toronto eingesetzt sind. Die Fahrzeuge wurden bis Anfang der 1990er Jahre von Bombardier gefertigt.
Der Aufbau ist aus genietetem rostfreiem Stahl gefertigt und in grauer Farbe. Um die Fenster zieht sich ein oranger Streifen.
An jedem Wagen befinden sich beidseitig je vier Eingänge.
Bei den Drei-Wagen-Einheiten sind der erste und der dritte Wagen Triebwagen, der mittlere Wagen hat keinen eigenen Antrieb.
Die auf der Ankaray-Linie eingesetzten U-Bahn-Züge wurden vom italienischen Waggonhersteller AnsaldoBreda in Neapel in Kooperation mit Siemens gebaut. Nur einer der Drei-Wagen-Einheiten hat einen Motor (Triebwagen), die anderen beiden Wagen sind nicht angetrieben (Beiwagen). Die Wagen sind weiß mit orangen Applikationen um die Fenster.
Die Züge für die neuen in Bau befindlichen U-Bahn-Strecken werden von CSR in China gebaut.

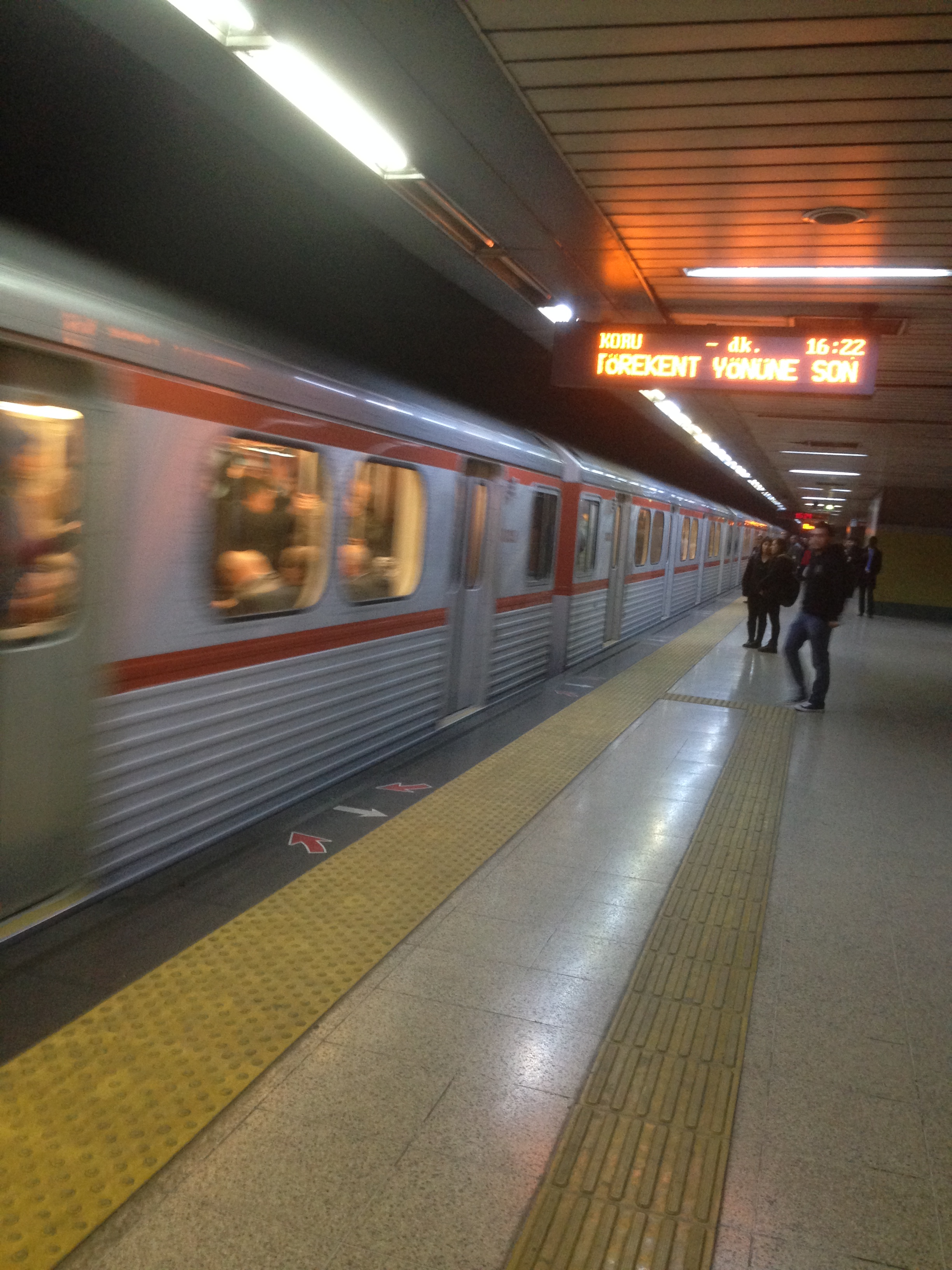
H6-Serie aus Toronto auf der Linie M1
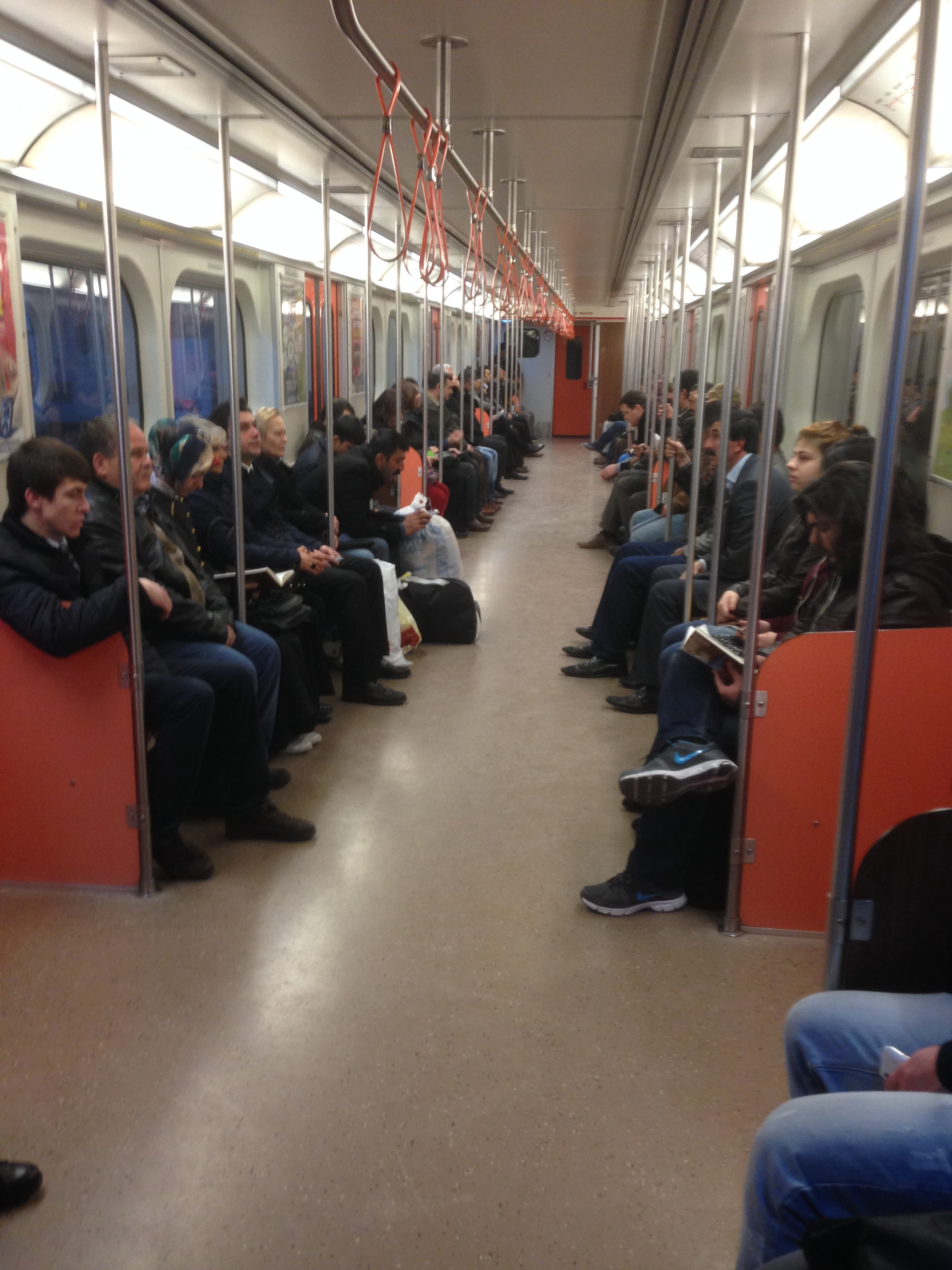
Innenraum eines M1-Wagens
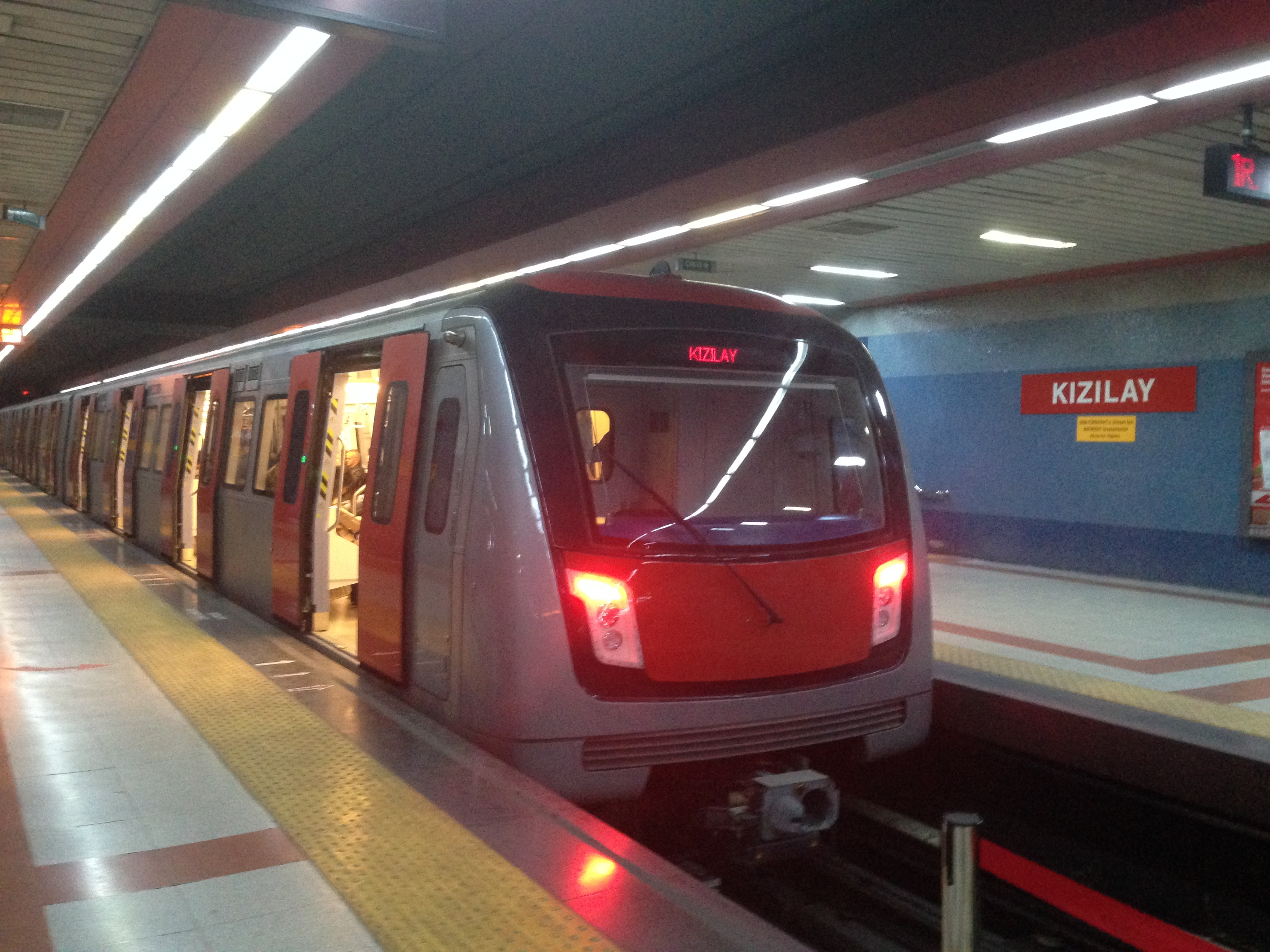
Metro im Bahnhof Kizilay
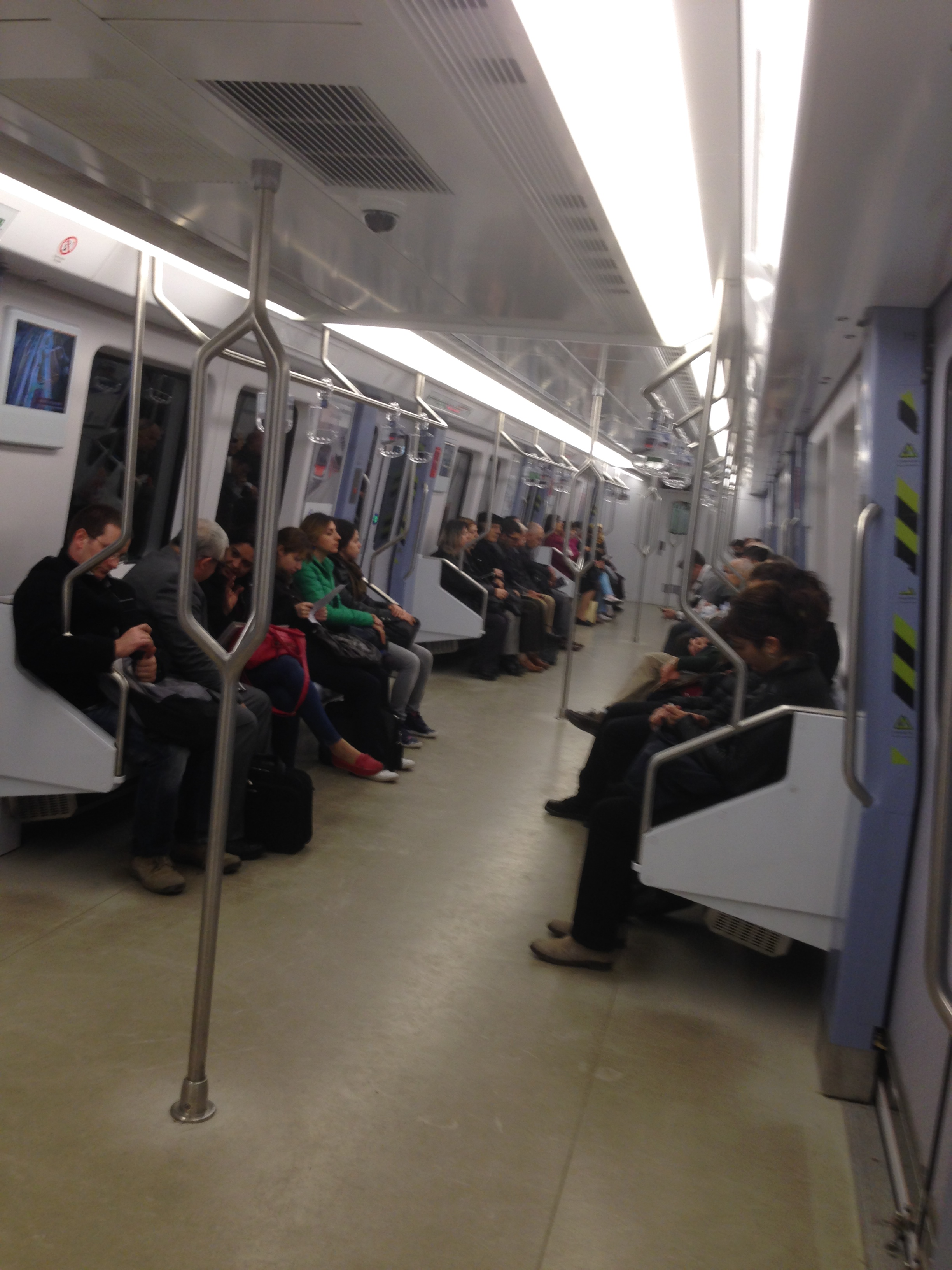
Innenraum eines M2-Zuges

## Tarifsystem und Fahrpreise

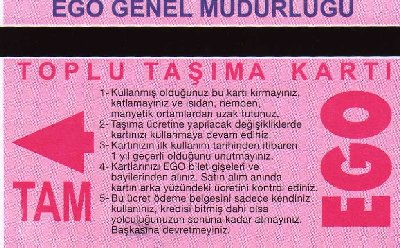
Fahrschein mit Magnetstreifen

Für Ankaray, Metro und das Stadtbussystem der EGO gilt ein einheitliches Tarifsystem. Seit dem 23. August 2014 wurden mehrere Stadtbus-Linien zu reinen Zubringerlinien zur Metro bzw. Ankaray umfunktioniert. Ziel dieser Änderungen ist eine Entlastung der ohnehin oft überfüllten Hauptstraßen.

### Fahrkarten
Bis Ende August 2014 waren die Fahrscheine (türk. 'bilet') aus Papier und hatten einen Magnetstreifen, der an den Zugangssperren der Stationen eingelesen wurde.
Seit Mai 2014 wurden von den alten Papier-Fahrscheine auf die AnkaraKart umgestellt. Es handelt sich dabei um eine Plastik-Wertkarte, die an verschiedenen Stellen erworben (z. Z. für 5 TL) und mit unterschiedlichen Beträgen aufgeladen werden kann.
Ein Einzelfahrschein (aus Papier) für eine Fahrt kann für 3,00 TL an den Stationen der Metro bzw. Ankaray erworben werden (Stand November 2015).
Jede Fahrkarte berechtigt Fahrgäste die Verkehrsmittel des Tarifverbundes nach Wahl bis zu 75 Minuten in jede Richtung zu benutzen. Dabei sind höchstens drei Umstiege möglich.
Für Schüler und Rentner gibt es Vergünstigungen.

### Fahrpreise
| Fahrpreise  | Fahrpreise        | Fahrpreise          |
| Billet      | Normalpreis in TL | ermäßigter Preis TL |
| ----------- | ----------------- | ------------------- |
| Einzelfahrt | 3,00              | 1,50                |
| 5 Fahrten   | 15,00             | 7,50                |
| 10 Fahrten  | 30,00             | 15,00               |
| 20 Fahrten  | 60,00             | 30,00               |

Billets in den aufgeführten Einheiten werden an den Metro-Stationen, an Fahrscheinautomaten, Schaltern und in Kundenzentren verkauft.

## Betriebszeiten
Die Züge auf der Ankaray- und der Metrolinie M1 verkehren täglich 18 Stunden am Tag zwischen 6 Uhr und 24 Uhr.

## Betreiber
Metro und Ankaray sind in Ankara in öffentlicher Hand. Betreiber sind die an Stadtrat und Stadtverwaltung gebundenen Stadtwerke (EGO), die 'Elektrik Gaz Otobüs Genel Müdürlüğü' (deutsch: Generaldirektorat für Elektrizität, Gas und Omnibusse).

## Netzerweiterung

Bestehendes U-Bahn-System (rot, grün, blau und gelb) mit Erweiterungen (lila, orange) und S-Bahn (grau)

| Linie | Strecke                 | Länge   | Bahnhöfe        | Anmerkungen zum Planungs- und Ausbaustand                                                                          |
| ----- | ----------------------- | ------- | --------------- | --- |
|       | AŞTİ ↔ Dikimevi         | 8,5 km  | 11; 1 in Bau    | in Betrieb – Süderweiterung bis Söğütözu wird voraussichtlich Ende 2014 eröffnet                                   |
|       | Kızılay ↔ Batıkent      | 14,6 km | 12              | in Betrieb |
|       | Kızılay ↔ Koru          | 16,5 km | 11              | seit 13. März 2014 in Betrieb                                                                                      |
|       | Batıkent ↔ OSB-Törekent | 15,3 km | 11              | seit 12. Februar 2014 in Betrieb                                                                                   |
|       | AKM ↔ Şehitler          | 10,5 km | 9; 2 in Planung | Streckenabschnitt Şehitler – Atatürk Kültür Merkezi; Streckenabschnitt Atatürk Kültür Merkezi – Kızılay in Planung |
| M6    | Gar - Çubuk             | ?       | 17 (in Planung) | Linie in Planung                                                                                                   |

### Die Verlängerung der Linie M4
Die Linie soll vom Atatürk-Kultur-Zentrum über den Hauptbahnhof nach Kızılay verlängert werden, wo sie sich mit den Linien M1, M2 und Ankaray treffen wird.

### Die Ankaray-Erweiterung
Bereits seit dem Jahr 2000 bestehen Pläne das Ankaray-Netz zu erweitern. Dabei sind folgende Ausbauvarianten im Gespräch:
- von Maltepe nordwestlich bis Etlik auf einer Länge von 5,7 km
- von Kurtulus nordöstlich nach Hasköy auf einer Länge von 4 km
- von Dikimevi südöstlich nach Doğukent auf einer Länge von 7,7 km

Daten für einen Baubeginn sind für diese drei Erweiterungen noch nicht bekannt.
Eine im Zuge der Erweiterung des U-Bahn-Netzes der Metro-M-Linien zu realisierendes Projekt ist die Süderweiterung der Ankaray-Linie ab dem Busbahnhof AŞTİ zur Linie M2 an der Station Söğütözü.

### Ergänzung des U-Bahn-Netzes mit einer Linie M5 zum internationalen Flughafen
Am 13. April 2013 gab der damalige Verkehrsminister Binali Yıldırım bekannt, dass die Stadt den Bau einer U-Bahn-Strecke von der Linie M4 aus zum Flughafen Esenboğa bauen wird. Die Planungen der Strecke sollten noch Ende 2013 fertiggestellt werden.
Der Flughafen ist nicht an das U- oder S-Bahn-System angeschlossen und derzeit nur mit Linienbussen zu erreichen.